# Generi di Lasiocampidae

## A
- Acosmetoptera Lajonquière, 1972
- Alompra Moore, 1872
- Anadiasa Aurivillius, 1904
- Anastrolos Fletcher, 1982
- Anchirithra Butler, 1878
- Apatelopteryx Lajonquière, 1968
- Apotolype Franclemont, 1973
- Archaeopacha Aurivillius, 1925
- Arguda Moore, 1879
- Artace Walker, 1855

## B
- Batatara Walker, 1862
- Beralade Walker, 1855
- Bharetta Moore, 1866
- Bhima Moore, 1888
- Bombycomorpha Felder, 1874
- Bombycopsis Felder, 1874
- Borocera Boisduval, 1833

## C
- Callopizoma Lajonquière, 1972
- Caloecia Barnes & McDunnough, 1911
- Catalebeda Aurivillius, 1902
- Chilena Walker, 1855
- Chionodiptera Lajonquière, 1972
- Chionopsyche Aurivillius, 1909
- Chondrostega Lederer, 1858
- Chondrostegoides Aurivillius, 1905
- Chonopla Lajonquière, 1979
- Chrysium Lajonquière, 1970
- Chrysopsyche Butler, 1880
- Closterothrix Mabille, 1879
- Cosmeptera Lajonquière, 1979
- Cosmotriche Hübner, 1820
- Craspia Aurivillius, 1909
- Crexa Walker, 1866
- Crinocraspeda Hampson, 1893
- Cyclophragma Turner, 1911
- Cymatopacha Aurivillius, 1921

## D
- Dasychirinula Hering, 1926
- Dendrolimus Germar, 1812
- Diapalpus Strand, 1913
- Diaphoromorpha Lajonquière, 1972
- Dicogaster Barnes & McDunnough, 1911
- Dinometa Aurivillius, 1927
- Dollmania Tams, 1930

## E
- Edwardsimemna Neumoegen & Dyar, 1894
- Endacantha Lajonquière, 1970
- Epicnapteroides Strand, 1913
- Epitrabala Hering, 1932
- Ergolea Dumont, 1922
- Eriogaster Germar, 1810
- Eteinopla Lajonquière, 1979
- Eucraera Tams, 1930
- Euglyphis Hübner, 1820
- Eupagopteryx Lajonquière , 1972
- Europtera Lajonquière, 1970
- Eutachyptera Barnes & McDunnough, 1912
- Euthrix Meigen, 1830
- Euwallengrenia Fletcher, 1968

## G
- Gastromega Saalmüller, 1884
- Gastropacha Ochsenheimer, 1810
- Gastroplakaeis Möschler, 1887
- Genduara Walker, 1856
- Gloveria Packard, 1872
- Gonobombyx Aurivillius, 1893
- Gonometa Walker, 1855
- Gonopacha Aurivillius, 1927
- Gonotrichidia Berio, 1937
- Grammodora Aurivillius, 1927

## H
- Hallicarnia Kirby, 1892
- Haplopacha Aurivillius, 1905
- Henometa Aurivillius, 1927
- Heteropacha Harvey, 1874
- Hypopacha Neumoegen & Dyar, 1893
- Hypotrabala Holland, 1893

## I
- Isais Hering, 1937
- Isostigena Bethune-Baker, 1904

## K
- Karenkonia Matsumura, 1932
- Kosala Moore, 1879
- Kunugia Nagano, 1917

## L
- Labedera Walker, 1855
- Laeliopsis Aurivillius, 1911
- Lajonquierea Holloway, 1987
- Lamprantaugia Lajonquière, 1970
- Lasiocampa Schrank, 1802
- Lebeda Walker, 1855
- Lechriolepis Butler, 1880
- Leipoxais Holland, 1893
- Lenodora Moore, 1883
- Leptometa Aurivillius, 1927
- Lerodes Saalmüller, 1884
- Libanopacha Zerny, 1933

## M
- Macromphalia Felder, 1874
- Macrothylacia Rambur, 1866
- Malacosoma Hübner, 1820
- Malacostola Lajonquière, 1970
- Mallocampa Aurivillius, 1902
- Melopla Lajonquière, 1972
- Mesera Walker, 1855
- Mesocelis Hübner, 1820
- Metajana Holland, 1896
- Metanastria Hübner, 1820
- Micropacha Roepke, 1953
- Mimopacha Aurivillius, 1905

## N
- Napta Guenée, 1865
- Neoborocera Draudt, 1927
- Nesara Walker, 1855
- Neurochyta Turner, 1918
- Norapidia Draudt, 1927

## O
- Ochanella Aurivillius, 1927
- Ochrochroma Lajonquière, 1970
- Ocinaropsis Aurivillius, 1905
- Odonestis Germar, 1811
- Odontocheilopteryx Wallengren, 1860
- Odontocraspis Swinhoe, 1894
- Odontogama Aurivillius, 1915
- Odontopacha Aurivillius, 1909
- Opisthodontia Aurivillius, 1895
- Oplometa Aurivillius, 1894
- Opsirhina Walker, 1855

## P
- Pachymeta Aurivillius, 1906
- Pachymetana Strand, 1912
- Pachymetoides Strand, 1912
- Pachypasa Walker, 1855
- Pachypasoides Matsumura, 1927
- Paradoxopla Lajonquière, 1976
- Paralebeda Aurivillius, 1894
- Pararguda Bethune-Baker, 1908
- Pehria Strand, 1910
- Pernattia Fletcher, 1982
- Phaedria Walker, 1855
- Philotherma Möschler, 1887
- Phoberopsis Lajonquière, 1972
- Phoenicladocera Lajonquière, 1970
- Phyllodesma Hübner, 1820
- Pinara Walker, 1855
- Poecilocampa Stephens, 1828
- Pompeja Herrich-Schäffer, 1858
- Porela Walker, 1855
- Prorifrons Barnes & McDunnough, 1911
- Pseudoborocera Lajonquière, 1972
- Pseudolyra Aurivillius, 1925
- Pseudometa Aurivillius, 1901
- Pseudophyllodes Bethune-Baker, 1910
- Psilogaster R.L. [Reichenbach], 1817
- Ptyssophlebia Berio, 1937

## Q
- Quadrina Grote, 1881

## R
- Radhica Moore, 1879
- Raphipeza Butler, 1880
- Rhinobombyx Aurivillius, 1879
- Rhyncobombyx Aurivillius, 1909

## S
- Schausinna Aurivillius, 1909
- Sena Walker, 1862
- Somadasys Gaede, 1932
- Sphinta Schaus, 1904
- Sporostigena Bethune-Baker, 1904
- Stenophatna Aurivillius, 1909
- Streblote Hübner, 1820
- Strumella Wallengren, 1858
- Suana Walker, 1855
- Sunnepha De Lajonquière, 1970
- Symphyta Turner, 1902
- Syrastrena Moore, 1884
- Syrastrenoides Matsumura, 1927
- Syrastrenopsis Grünberg, 1914

## T
- Takanea Nagano, 1917
- Tolype Hübner, 1820
- Tolytia Schaus, 1924
- Trabala Walker, 1856
- Trichiura Stephens, 1828
- Trichiurana Aurivillius, 1921
- Trichopisthia Aurivillius, 1909
- Tytocha Schaus, 1924

## V
- Voracia Van Eecke, 1931